# Campeonato Africano de Atletismo de 2022 - 400 m com barreiras masculino
A prova dos 400 metros com barreiras masculino do Campeonato Africano de Atletismo de 2022 foi disputada entre os dias 10 e 12 de junho, no Complexo Esportivo Nacional Cote d'Or, em Saint Pierre, na Maurícia.

## Recordes
Antes desta competição, os recordes mundiais e do campeonato nesta prova eram os seguintes:
|                       | Nome            | Nacionalidade | Tempo  | Local   | Data                |
| --------------------- | --------------- | ------------- | ------ | ------- | ------------------- |
| Recorde mundial       | Karsten Warholm | Noruega       | 45s 94 | Tóquio  | 3 de agosto de 2021 |
| Recorde do campeonato | Amadou Dia Ba   | Senegal       | 48s 29 | Cairo   | 1985                |
| Recorde africano      | Samuel Matete   | Zâmbia        | 47s 10 | Zurique | 7 de agosto de 1991 |

## Medalhistas
| Ouro                    | Prata                     | Bronze                |
| Sokwakhana Zazini (RSA) | Abdelmalik Lahoulou (ALG) | Wiseman Mukhobe (KEN) |

## Cronograma
Todos os horários são locais (UTC+4). 
| Data        | Hora  | Evento  |
| ----------- | ----- | ------- |
| 10 de junho | 16:25 | Bateria |
| 12 de junho | 15:50 | Final   |

## Resultados

### Bateria
Qualificação: 2 atletas de cada bateria (Q) mais os 2 melhores qualificados (q). 
| Posição | Bateria | Atleta                    | Nacionalidade  | Tempo   | Notas |
| ------- | ------- | ------------------------- | -------------- | ------- | ----- |
| 1       | 2       | Wiseman Mukhobe           | Quênia         | 49.87   | Q     |
| 2       | 1       | Sokwakhana Zazini         | África do Sul  | 50.44   | Q     |
| 3       | 1       | Bienvenu Sawadogo         | Burquina Fasso | 50.92   | Q     |
| 4       | 2       | Abdelmalik Lahoulou       | Argélia        | 51.03   | Q     |
| 5       | 1       | William Mutunga           | Quênia         | 51.06   | q     |
| 6       | 3       | Leroux Hamman             | África do Sul  | 51.23   | Q     |
| 7       | 3       | Ismail Manyani            | Marrocos       | 51.49   | Q     |
| 8       | 1       | Victor Ntweng             | Botswana       | 51.52   | q     |
| 9       | 3       | Mohamed Amine Touati      | Tunísia        | 51.62   |       |
| 10      | 2       | Johannes Pretorius        | África do Sul  | 51.66   |       |
| 11      | 2       | Maitseo Keitumetse        | Botswana       | 51.67   |       |
| 12      | 3       | Kemorena Tisang           | Botswana       | 52.02   |       |
| 13      | 2       | Ousmane Sidibé            | Senegal        | 53.16   |       |
| 14      | 1       | Fallou Gaye               | Senegal        | 53.19   |       |
| 15      | 3       | Todisoa Franck Rabearison | Madagáscar     | 53.28   |       |
| 16      | 2       | Jean Robert Bezara        | Madagáscar     | 53.30   |       |
| 17      | 3       | Yobsan Biru               | Etiópia        | 53.43   |       |
| 18      | 3       | Iréné Bado                | Burquina Fasso | 53.92   |       |
| 19      | 2       | Andre Johannes Retief     | Namíbia        | 55.39   |       |
| 20      | 2       | Rilwan Alowonle           | Nigéria        | 1:00.13 |       |
| 99      | 1       | Jordin Andrade            | Cabo Verde     | DNS     |       |
| 99      | 1       | Timothy Emoghene          | Nigéria        | DNS     |       |
| 99      | 1       | Saad Hinti                | Marrocos       | DNS     |       |

### Final
A final ocorreu dia 12 de junho às 15:50.
| Posição           | Raia | Atleta              | Nacionalidade  | Tempo | Notas |
| ----------------- | ---- | ------------------- | -------------- | ----- | ----- |
| Medalha de ouro   | 6    | Sokwakhana Zazini   | África do Sul  | 49.42 |       |
| Medalha de prata  | 7    | Abdelmalik Lahoulou | Argélia        | 50.10 |       |
| Medalha de bronze | 4    | Wiseman Mukhobe     | Quênia         | 50.48 |       |
| 4                 | 2    | William Mutunga     | Quênia         | 51.13 |       |
| 5                 | 6    | Leroux Hamman       | África do Sul  | 51.68 |       |
| 6                 | 4    | Bienvenu Sawadogo   | Burquina Fasso | 51.71 |       |
| 7                 | 2    | Victor Ntweng       | Botswana       | 51.77 |       |
| 8                 | 8    | Ismail Manyani      | Marrocos       | 52.71 |       |

Legenda
| Recorde mundial       | Recorde mundial (World record)               |                       | Recorde africano                      | Recorde africano (African) |                                           | Q | Classificado por posição (Qualified) |
| Recorde do campeonato | Recorde do campeonato (Championship record)  | Recorde da América    | Recorde da América (Americas)         | q                          | Classificado por melhor tempo (Qualified) |   |                                      |
| Melhor marca do ano   | Melhor marca do ano (World leading)          | Recorde asiático      | Recorde asiático (Asian)              | DNS                        | Não largou (Did not start)                |   |                                      |
| Recorde nacional      | Recorde nacional (National record)           | Recorde europeu       | Recorde europeu (European)            | DNF                        | Não terminou (Did not finish)             |   |                                      |
| Recorde pessoal       | Recorde pessoal do atleta (Personal best)    | Recorde da Oceania    | Recorde da Oceania (Oceania)          | DSQ / DQ                   | Desclassificado (Disqualified)            |   |                                      |
| Recorde da temporada  | Recorde da temporada do atleta (Season best) | Recorde sul-americano | Recorde sul-americano (South America) | NM                         | Sem marca (No mark)                       |   |                                      |